# Alte Münze

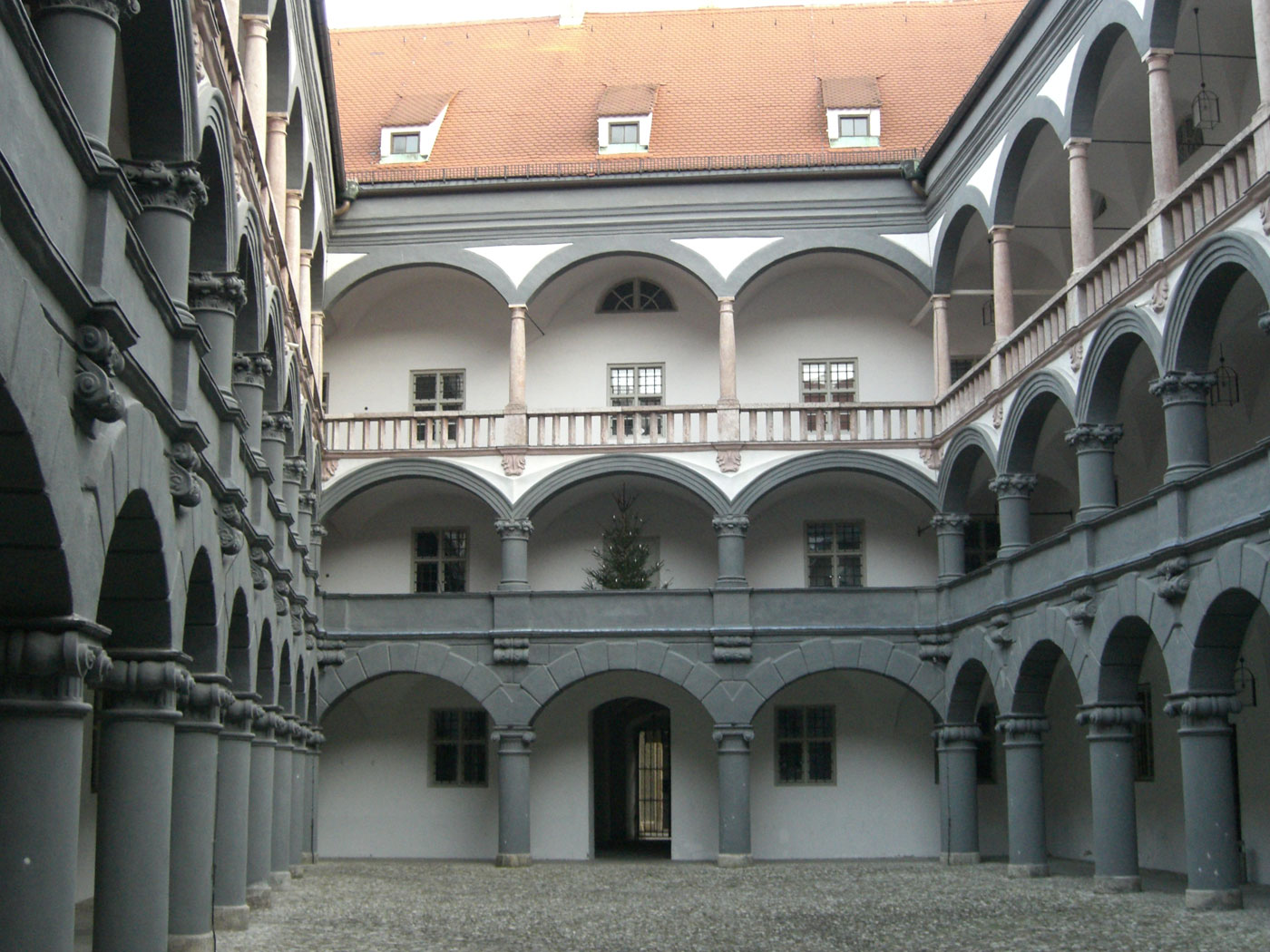
Pátio renascentista do Alte Münze.

O Alte Münze (Antiga Casa da Moeda) e um edifício renascentista de Munique, construído por um arquitecto desconhecido (talvez o mestre construtor da cidade de Augsburgo Bernhard Zwitzel) entre 1563 e 1567, que serviu originalmente para alojar os estábulos ducais a as colecções de arte de Alberto V da Baviera. A atribuição, aceite por muito tempo, ao arquitecto da corte Wilhelm Egkl foi revista por uma pesquisa mais recente. Entre 1808 e 1809, o edifício foi convertido em  casa da moeda segundo planos de Johann Andreas Gärtner, provavelmente com a participação de Friedrich Bürklein .
O pátio interior manteve as suas arcadas renascentistas, enquanto a fachada oeste foi redesenhada em estilo neoclássico em 1809. Finalmente, a fachada norte recebeu a sua decoração neogótica quando a Maximilianstrasse foi rasgada, para ajustá-lo com o conceito desta avenida real.
Um arco situado a sul liga o edifício com uma antiga residência ducal, o Alter Hof.

## Localização
O Alte Münze foi construído na cidade antiga de Munique, por trás das muralhas norte no lugar de casas medievais e está localizado na Pfisterstraße entre o Marienhof e a Platzl.

## Funções
O Alte Münze serviu inicialmente como estábulos, enquanto nos pisos superiores abrigava a câmara de arte ducal. A partir de 1809, o edifício serviu como casa da moeda, o que lhe valeu o nome actual.
Desde 1986, está instalado no edifício a Secretaria de Estado Bávara para a Preservação Histórica (Bayerisches Landesamt für Denkmalpflege). Todos os anos, em Julho e Agosto, o pátio renascentista do Alten Münze é usado para apresentações ao ar livre pela Academia de Teatro da Baviera August Everding (Bayerischen Theaterakademie August Everding).

## Arquitectura

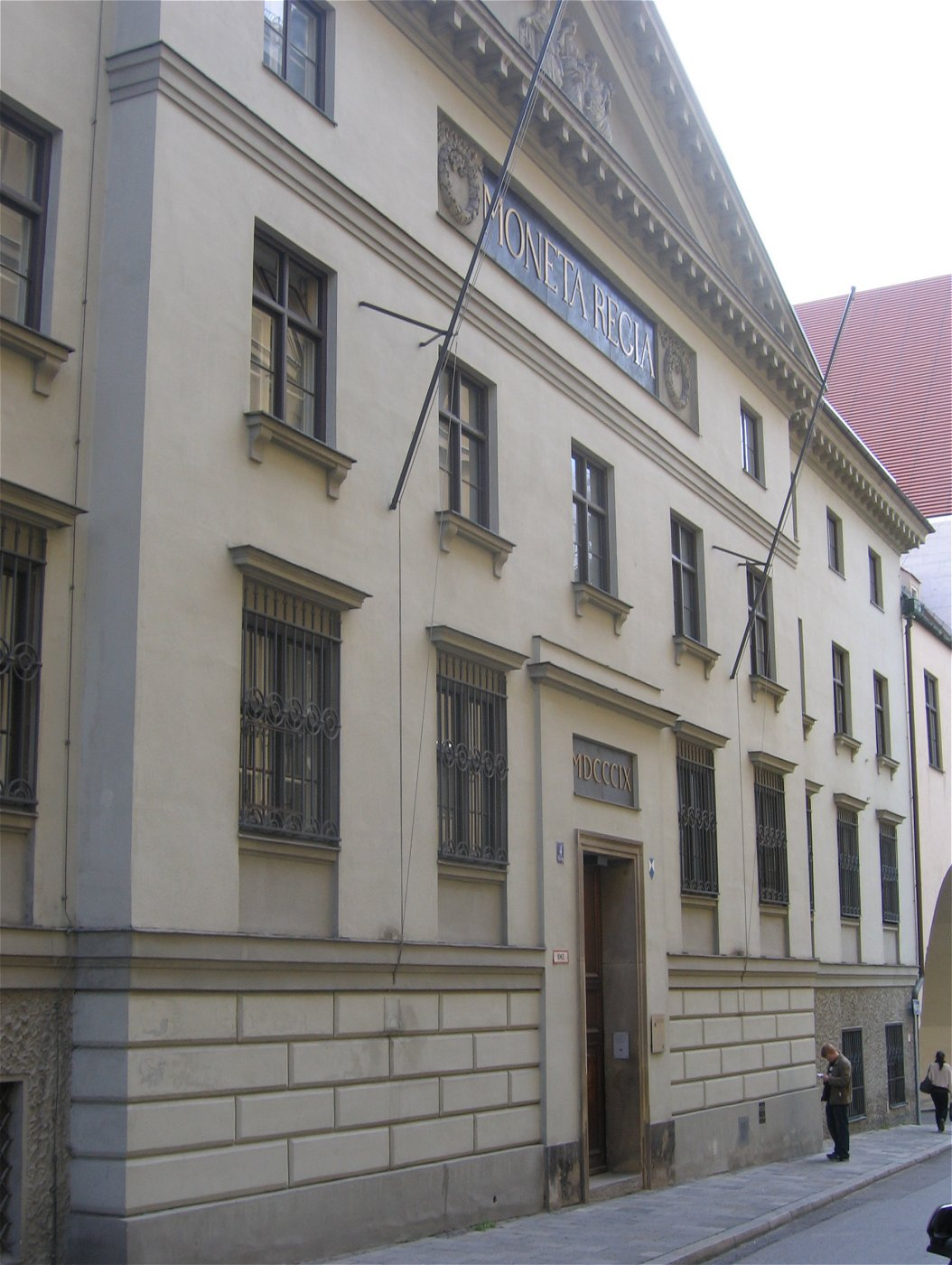
Fachada neoclássica do Alte Münze.

Através duma passagem situada no lado sul, o Alte Münze está ligado à antiga residência ducal, o Alter Hof. No pátio do Alte Münze sobrepõem-se três fileiras de arcos.

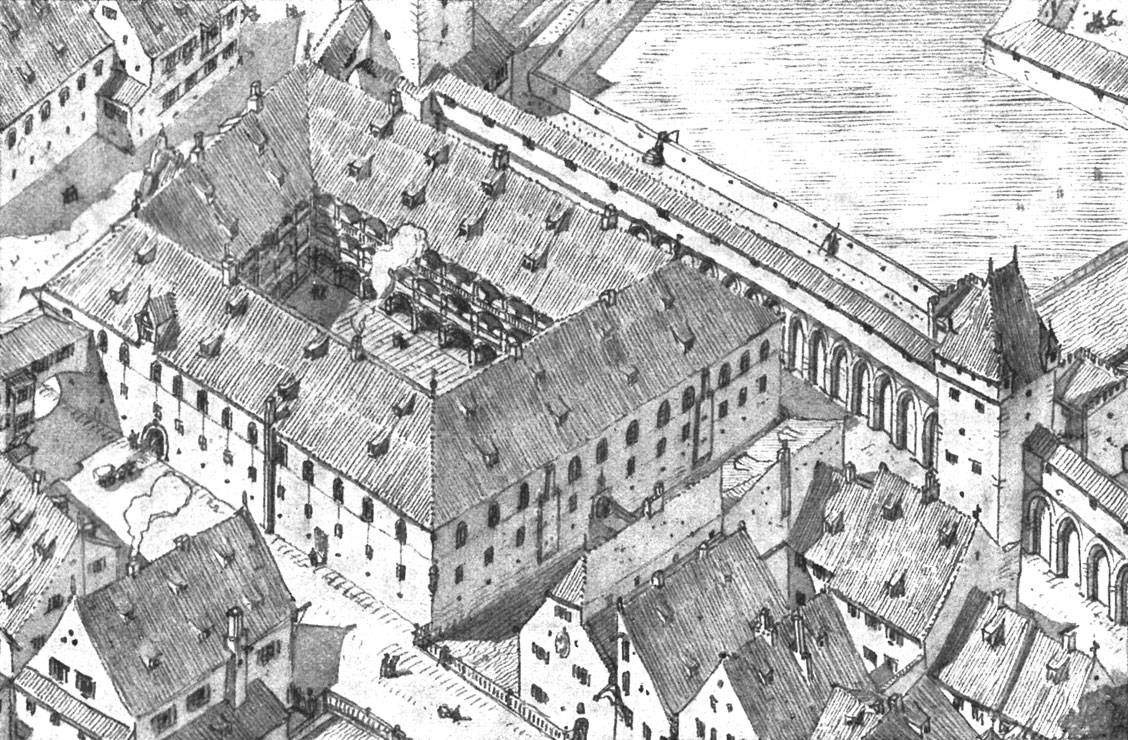
Aspecto do Alte Münze no século XVI, na época edifício da câmara de arte e estábulos.

Este edifício de três pisos com quatro alas ainda mantém o seu pátio original, o qual é rodeado por arcadas em todos os andares. Arquitectonicamente, o pátio está ligado à arquitectura renascentista italiana embora, no entanto, seja menos italiana devido às proporções mais compactas e aos intervalos irregulares dos tramos, representando, por isso, um exemplo do estilo renascentista alemão.
Aquando da adaptação a casa da moeda, o Alte Münze recebeu a sua fachada ocidental neoclássica, projectada por Johann Andreas Gärtner, a qual exibe no seu frontão três personificações femininas do ouro, prata e bronze por Franz Jakob Schwanthaler, como uma alusão à condição da casa. No decorrer da construção da Maximilianstraße, foram edificadas arcadas de arco quebrado no lado norte.